# 圣马丁 (加利福尼亚州)
37°5′16″N 121°36′0″W / 37.08778°N 121.60000°W
圣马丁（San Martin）是美国加利福尼亚州圣克拉拉县的一座未建制镇，位于摩根山丘和吉尔罗伊之间。

## 交通
- 加州火车设有圣马丁站，服务往返硅谷的通勤者。